# Błotniak

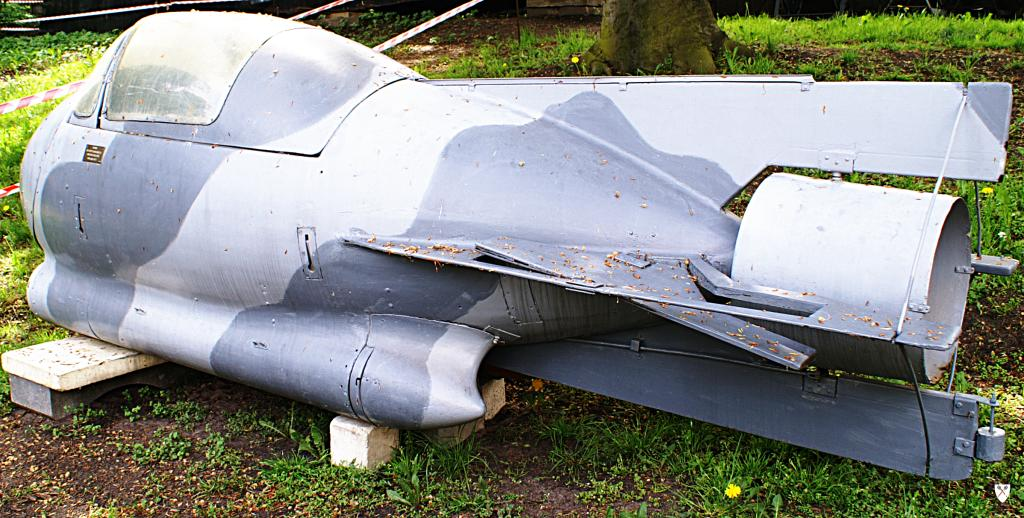
Błotniak au Musée de la marine de guerre de Gdynia.

Błotniak (busard en polonais) est un sous-marin de poche militaire polonais, monoplace et de type humide.
Comme tous les sous-marins de la marine polonaise, il porte le nom d'un rapace, par exemple aigle (Orzeł) ou faucon (Sokół).

## Histoire
Dans les années 1970, à la demande du Pacte de Varsovie, commencent les travaux sur un sous-marin de poche, à l'École navale de Gdynia. Les essais de premiers prototypes effectués jusqu'en 1978, un an avant le délai de mise en service, démontrent les défauts suivants:
1. l'engin n'atteint que 70 % de la vitesse exigée ;
2. il a des problèmes de maniabilité (rayon de virage de 30 mètres environ) ;
3. il a tendance à faire surface ou à se poser sur le fond ;
4. il n'a pas une capacité d'orientation suffisante, basée uniquement sur la vue et l'équipement de plongée.

Ces premiers prototypes ne répondent pas aux exigences du cahier des charges. Ils ne sont jamais mis en service.
À l'automne 1978, le commandant de l'école navale décide de dissoudre le groupe de constructeurs et d'en former un nouveau. Il nomme aussi le chef de projet qui est le professeur Władyslaw Wojnowski. Il a été décidé de construire une nouvelle unité à partir de zéro, avec une conception nettement révisée tout en conservant le concept global. Les différences avec les modèles existants sont :
1. augmentation de la longueur et du déplacement ;
2. amélioration de l'hydrodynamisme ;
3. remplacement de batteries argent-zinc par des batteries au plomb ;
4. augmentation de la puissance du moteur ;
5. mise en place de l'hélice dans une tuyère Kort ce qui réduit le rayon de virage à 2 mètres ;
6. simplification des commandes ;
7. mise en place d'un sonar actif ;
8. suppression du hublot du bas de la coque ;

L'engin ainsi modifié a été accepté par une commission du Pacte de Varsovie et mis en production.

## Caractéristiques techniques
- Coque en matériaux composites avec des pièces métalliques
- propulsion:
  - deux hélices contrarotatives dans une tuyère Kort
  - moteur électrique à stator tournant
- équipement:
  - éclairage : 2 phares
  - deux bouteilles d'air comprimé
  - sonar actif et passif
  - système de contrôle d'assiette automatique

## Performances
- vitesse:
  - économique : 3,5 nœuds
  - maximale : 5 nœuds
  - rayon d'action : 50 nautiques
  - charge utile : 200 kg

## Reconstruction de l'engin
Un groupe de passionnés  (Grupa Akwanautów Militarnych „Błotniak”) de Gdynia a effectué une reconstruction de Błotniak à base d'une coque endommagée. Cet exemplaire est en état de naviguer et de plonger à quelques mètres.

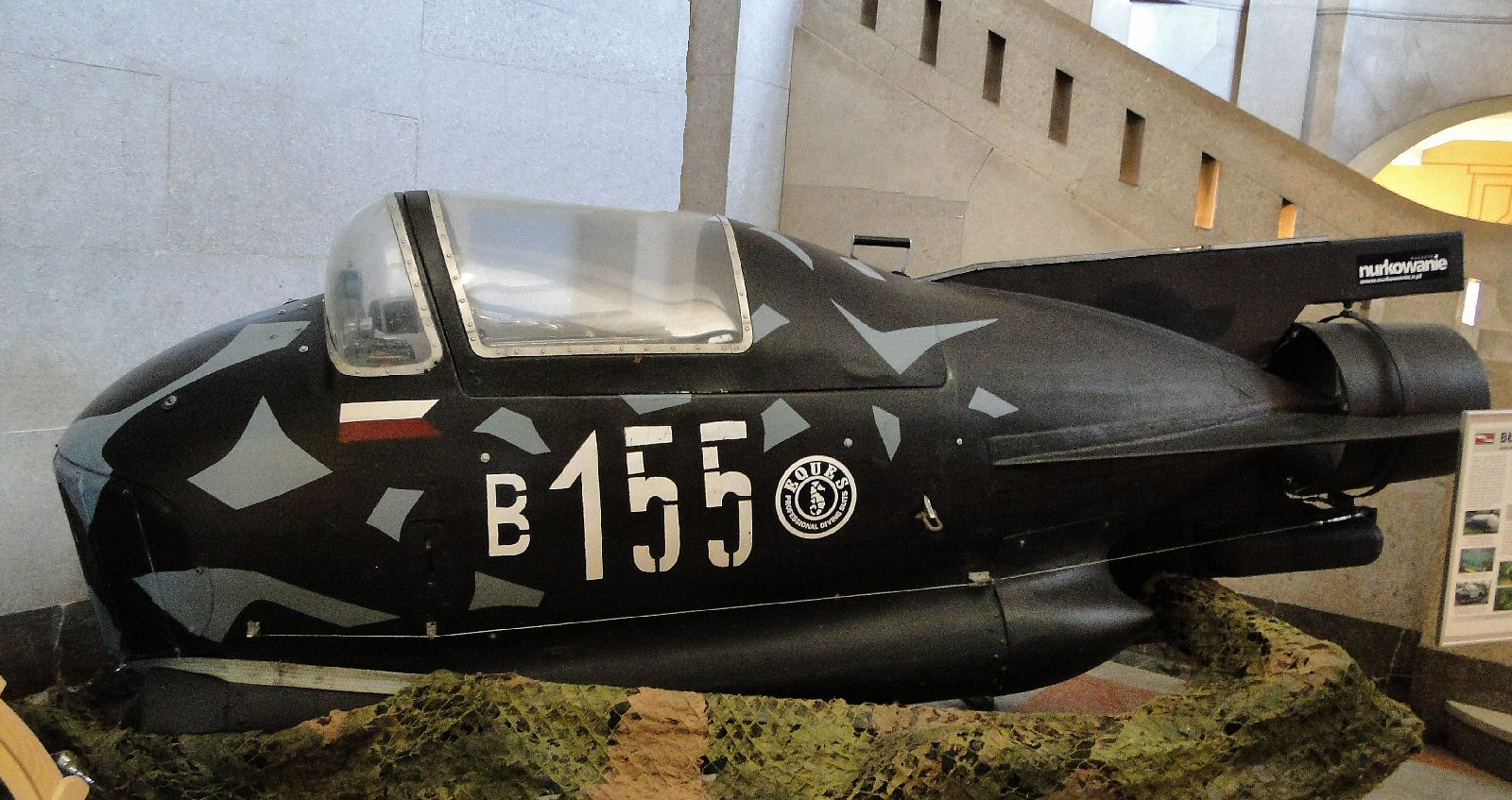
reconstruction actuelle de "Błotniak"

## Exemplaires préservés

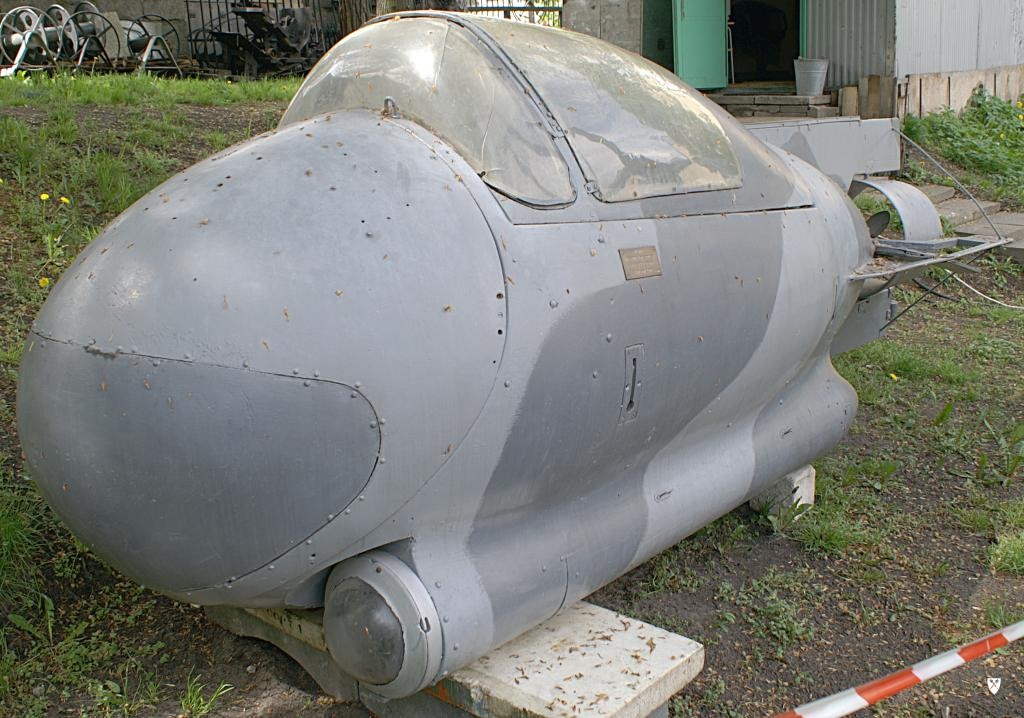
Prototype no 2

Au musée de la marine de guerre de Gdynia, on peut apprécier 3 exemplaires de Błotniak:
- Prototype no 2
- Exemplaire reconstruit
- version pour plongeur en position allongée